# Skæbnens veje (film fra 1921)
 For alternative betydninger, se Skæbnens veje. (Se også artikler, som begynder med Skæbnens veje)
Skæbnens veje er en amerikansk stumfilm fra 1921 af Frank Lloyd.

## Medvirkende
- Pauline Frederick som Rose Merritt
- John Bowers som David Marsh
- Richard Tucker som Lewis Marsh
- Jane Novak som Ann Hardy
- Hardee Kirkland som Mr. Hardy
- Willard Louis som McPherson
- Maude George som Fate
- Maurice Bennett Flynn som Colby